# 东白山
东白山是一座位于浙江省绍兴市诸暨市的山峰，海拔1194.6米，为会稽山脉主峰。

## 外部资料
66座千米以上浙江省著名山峰海拔榜